# AAA-Saison 1927
Die AAA-Saison 1927 war die 10. Meisterschaftssaison im US-amerikanischen Formelsport. Sie begann am 6. März in Culver City und endete am 12. Oktober in Rockingham. Peter DePaolo sicherte sich den Titel.

## Rennergebnisse
| Nr. | Datum         | Veranstaltung (Rennstrecke)                                           | Meilen | Sieger         | Sieger         | Siegerteam |
| --- | ------------- | --------------------------------------------------------------------- | ------ | -------------- | -------------- | ---------- |
| 01  | 06. März      | Culver City Race (Culver City Speedway) (HB)                          | 250    | Leon Duray     | Leon Duray     | Miller     |
| 02  | 07. Mai       | Atlantic City Race (Atlantic City Speedway) (HB)                      | 199,5  | Dave Lewis     | Dave Lewis     | Miller     |
| 03  | 30. Mai       | International 500 Mile Sweepstakes (Indianapolis Motor Speedway) (ZO) | 500    | George Souders | George Souders | Duesenberg |
| 04  | 11. Juni      | Altoona Race 1 (Altoona Speedway) (HB)                                | 200    | Peter DePaolo  | Peter DePaolo  | Miller     |
| 05  | 04. Juli      | Rockingham Race 1 (Rockingham Park) (HB)                              | 200    | Peter DePaolo  | Peter DePaolo  | Miller     |
| 06  | 05. September | Altoona Race 2 (Altoona Speedway) (HB)                                | 200    | Frank Lockhart | Frank Lockhart | Miller     |
| 07  | 19. September | Charlotte (Charlotte Speedway) (HB)                                   | 25     | Lauf 1         | Frank Lockhart | Miller     |
| 08  | 19. September | Charlotte (Charlotte Speedway) (HB)                                   | 50     | Lauf 2         | Peter DePaolo  | Miller     |
| 09  | 19. September | Charlotte (Charlotte Speedway) (HB)                                   | 100    | Lauf 3         | Babe Stapp     | Miller     |
| 10  | 12. Oktober   | Rockingham (Rockingham Speedway) (HB)                                 | 25     | Lauf 1         | Frank Lockhart | Miller     |
| 11  | 12. Oktober   | Rockingham (Rockingham Speedway) (HB)                                 | 50     | Lauf 2         | Frank Lockhart | Miller     |

- Erklärung: HB: Holzbahn (Board track), ZO: Ziegelsteinoval

## Fahrer-Meisterschaft (Top 10)
| 1. | Peter DePaolo  | 1440 |
| 2. | Frank Lockhart | 1040 |
| 3. | George Souders | 1000 |
| 4. | Leon Duray     | 630  |
| 5. | Harry Hartz    | 595  |

| 6.  | Earl Devore    | 518 |
| 7.  | Babe Stapp     | 508 |
| 8.  | Tony Gulotta   | 470 |
| 9.  | Dave Lewis     | 400 |
| 10. | Cliff Woodbury | 330 |